# چه سرسبز بود دره من
چه سرسبز بود درهٔ من (به انگلیسی: How Green Was My Valley) فیلمی در ژانر درام محصول سال ۱۹۴۱ به کارگردانی جان فورد است که از رمانی به همین نام از ریچارد لولین اقتباس شده‌است.
این فیلم نامزد ده جایزه اسکار شد و پنج مورد از آن‌ها شامل بهترین فیلم را برد.
در سال ۲۰۰۵ نشریه بریتیش فیلم، دره من چه سرسبز بود را جزو برترین فیلم‌های تاریخ اسکار قرار داد؛ زیرا این فیلم همشهری کین و شاهین مالت را از دور رقابت خارج کرد.

## داستان فیلم
هیو مورگان ۱۲ ساله با خانواده‌اش ــ که کارگر معدن هستند ــ در دره‌ای سرسبز و آرام زندگی می‌کند. اما، هم‌زمان با رشد و تغییر هیو، زندگی بیرون نیز به‌شدت در حال تغییر است….

## بازیگران
- والتر پیجن
- مورین اوهارا
- دونالد کریسپ
- رادی مک‌داول
- سارا آلگود
- آنا لی
- پاتریک نولز
- جان لودر
- بری فیتزجرالد
- ریس ویلیامز
- آرتور شیلدز
- فردریک ورلاک
- ریچارد فریزر
- جیمز مونکز
- اثل گریفیس
- لایونل پیپ
- مارتن لامونت
- ان ئی تاد
- کلیف سورن
- اروینگ پیکل
- مورتون لاوری

## افتخارات

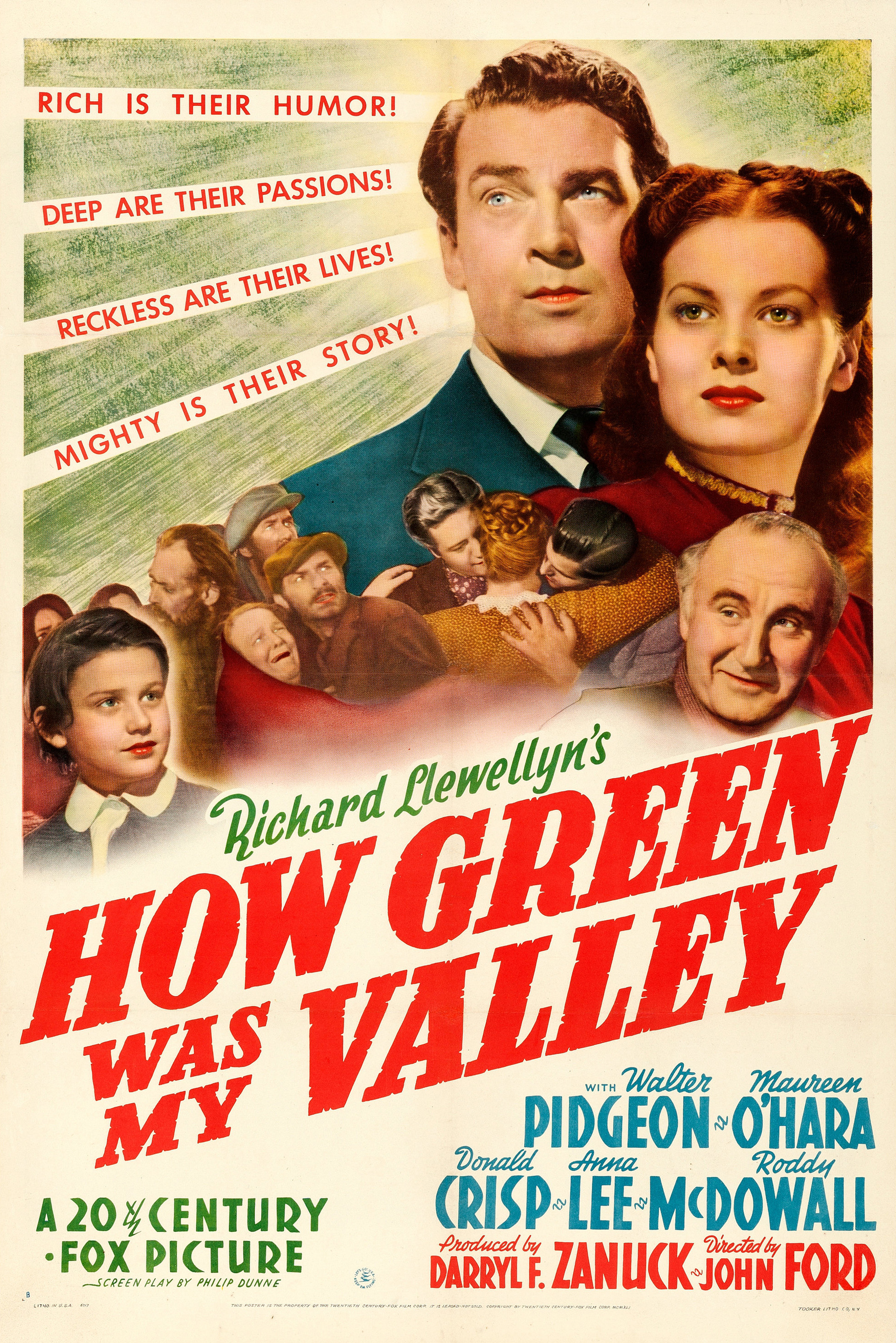
پوستر جایگزین

| جایزه                             | رده                        | نامزد                                  | نتیجه    |
| --------------------------------- | -------------------------- | -------------------------------------- | -------- |
| جوایز اسکار                       | بهترین فیلم                | داریل اف. زانوک                        | برنده    |
| جوایز اسکار                       | بهترین کارگردانی           | جان فورد                               | برنده    |
| جوایز اسکار                       | بهترین بازیگر نقش مکمل مرد | دونالد کریسپ                           | برنده    |
| جوایز اسکار                       | بهترین بازیگر نقش مکمل زن  | سارا آلگود                             | نامزدشده |
| جوایز اسکار                       | بهترین فیلم‌نامه اقتباسی    | فیلیپ دان                              | نامزدشده |
| جوایز اسکار                       | بهترین طراحی صحنه          | ریچارد دی، نیتن اچ. جوران و توماس لیتل | برنده    |
| جوایز اسکار                       | بهترین فیلم‌برداری          | آرتور سی. میلر                         | برنده    |
| جوایز اسکار                       | بهترین تدوین               | جیمز بی. کلارک                         | نامزدشده |
| جوایز اسکار                       | بهترین موسیقی فیلم         | آلفرد نیومن                            | نامزدشده |
| جوایز اسکار                       | بهترین صداگذاری            | ادموند اچ هانسن                        | نامزدشده |
| جایزه انجمن منتقدان فیلم آرژانتین | بهترین فیلم خارجی          | جان فورد                               | برنده    |
| هیئت ملی حفظ فیلم                 | فهرست ملی ثبت فیلم         | فهرست ملی ثبت فیلم                     | وارد شد  |
| جایزه حلقه منتقدان فیلم نیویورک   | بهترین کارگردانی           | جان فورد                               | برنده    |

### فهرست‌هایانستیتوی فیلم آمریکا
- ۱۰۰ سال… ۱۰۰ فیلم به انتخاب بفا - نامزد شد[۸]
- ۱۰۰ سال…۱۰۰ نقل قول به انتخاب بفا - نامزد شد[۹]
- ۱۰۰ سال موسیقی متن به انتخاب بفا - نامزد شد[۱۰]
- ۱۰۰ سال… ۱۰۰ فیلم به انتخاب بفا (بازبینی ۲۰۰۷) - نامزد شد[۱۱]

## نگارخانه

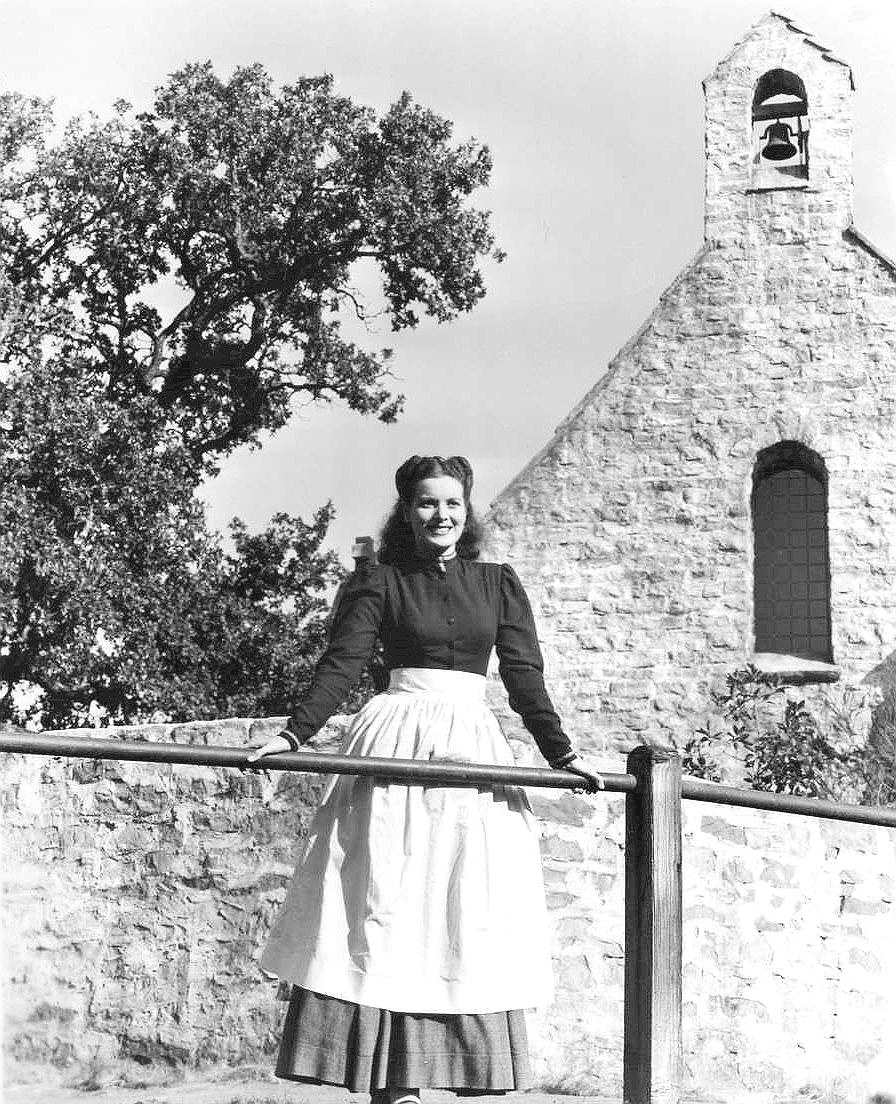
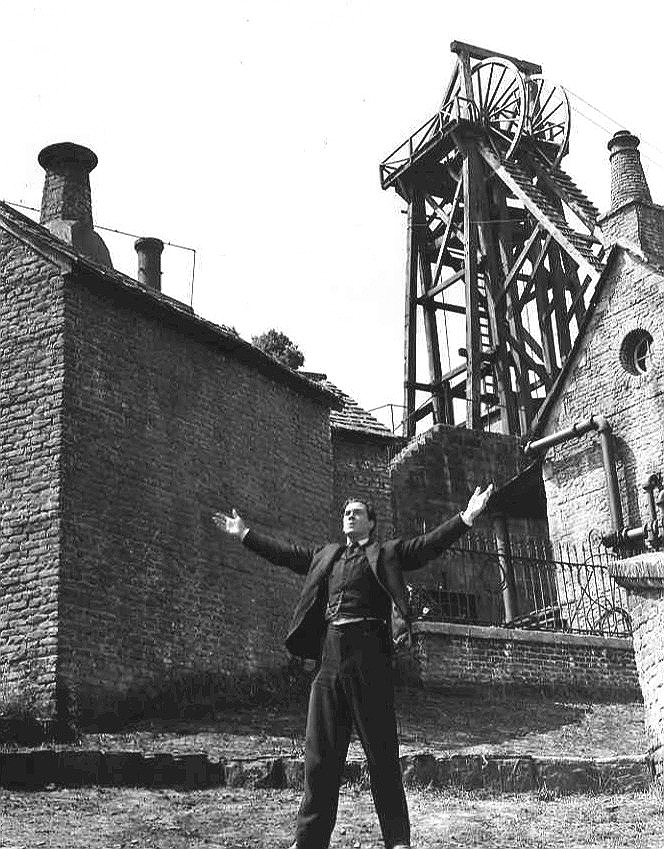
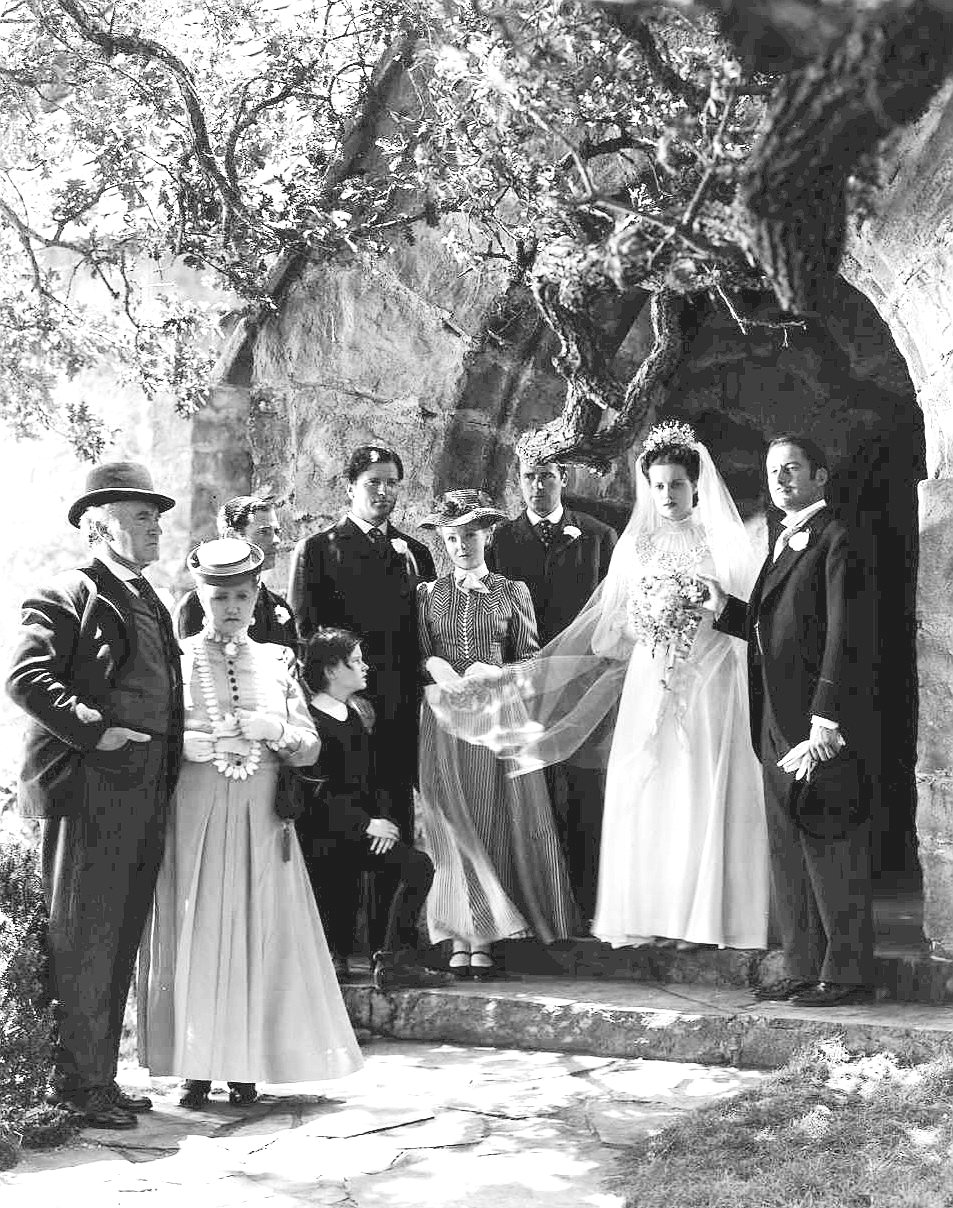
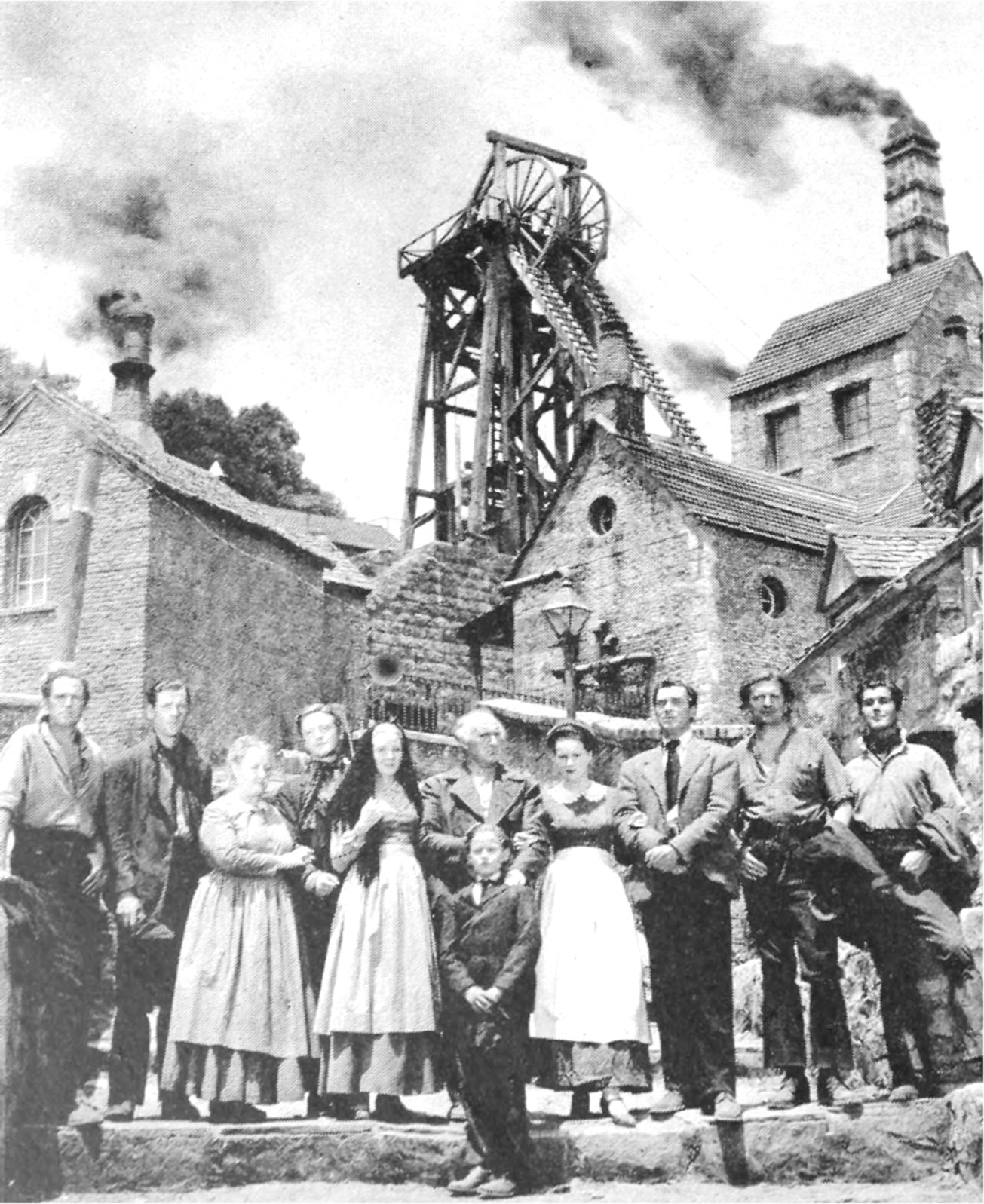
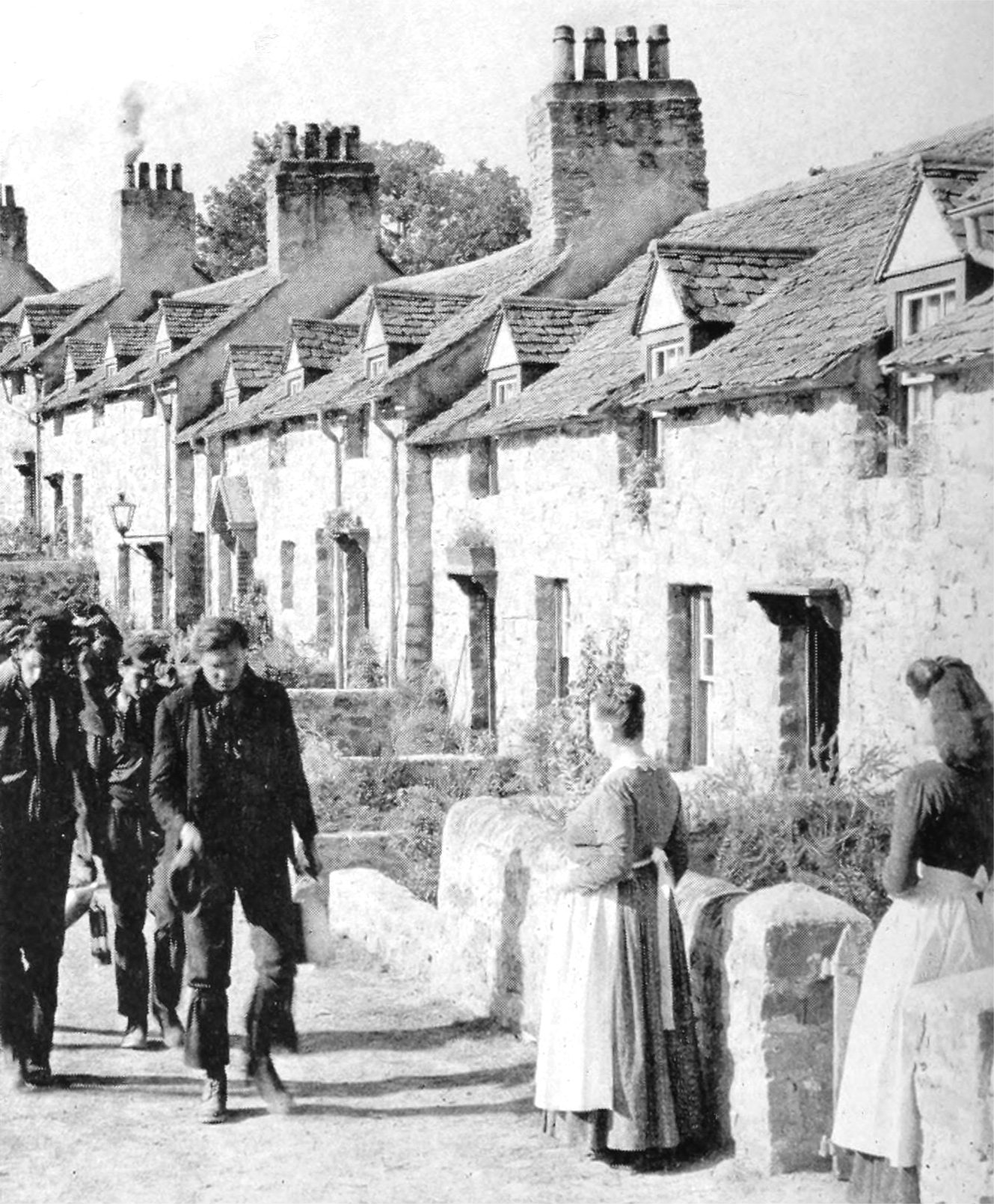
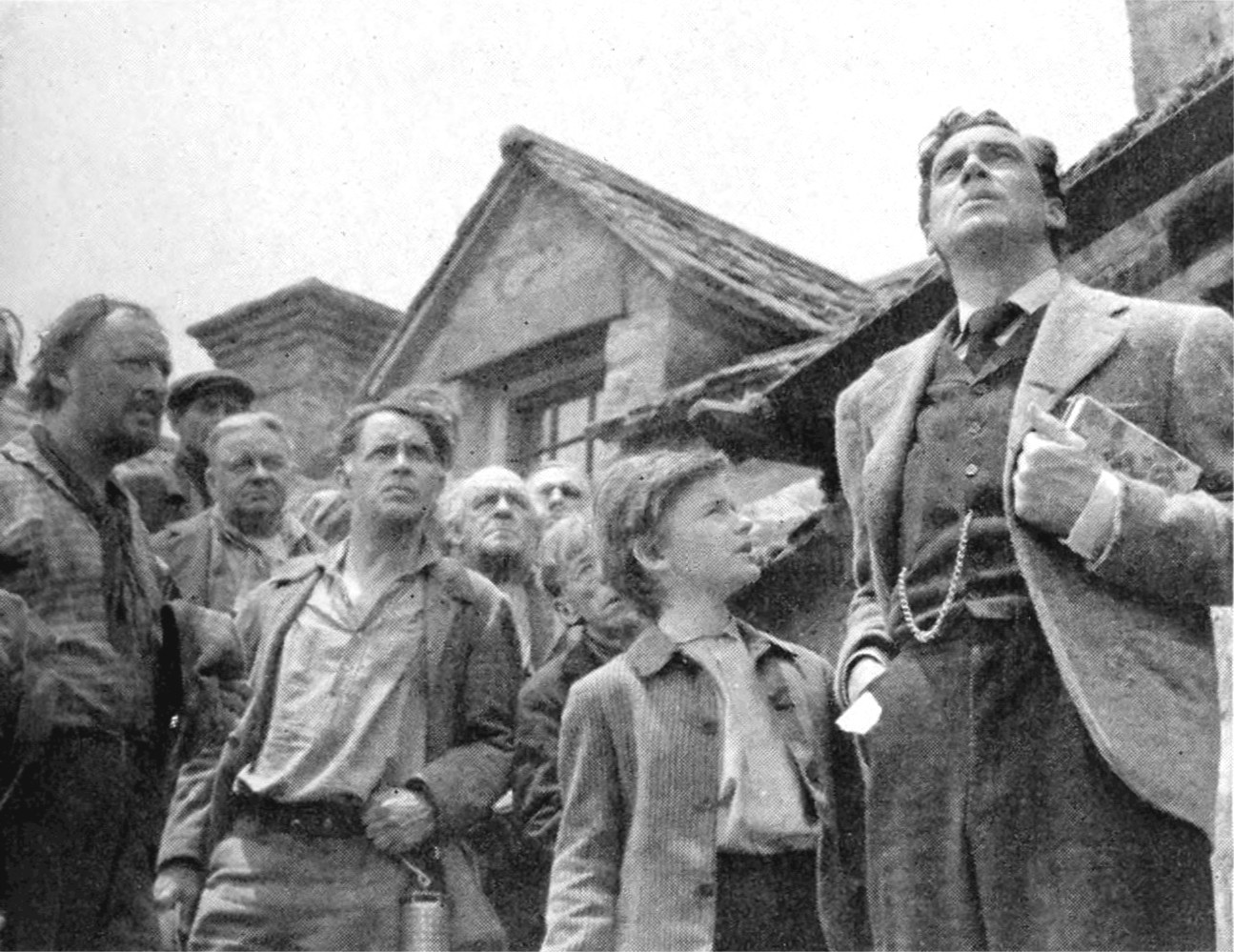
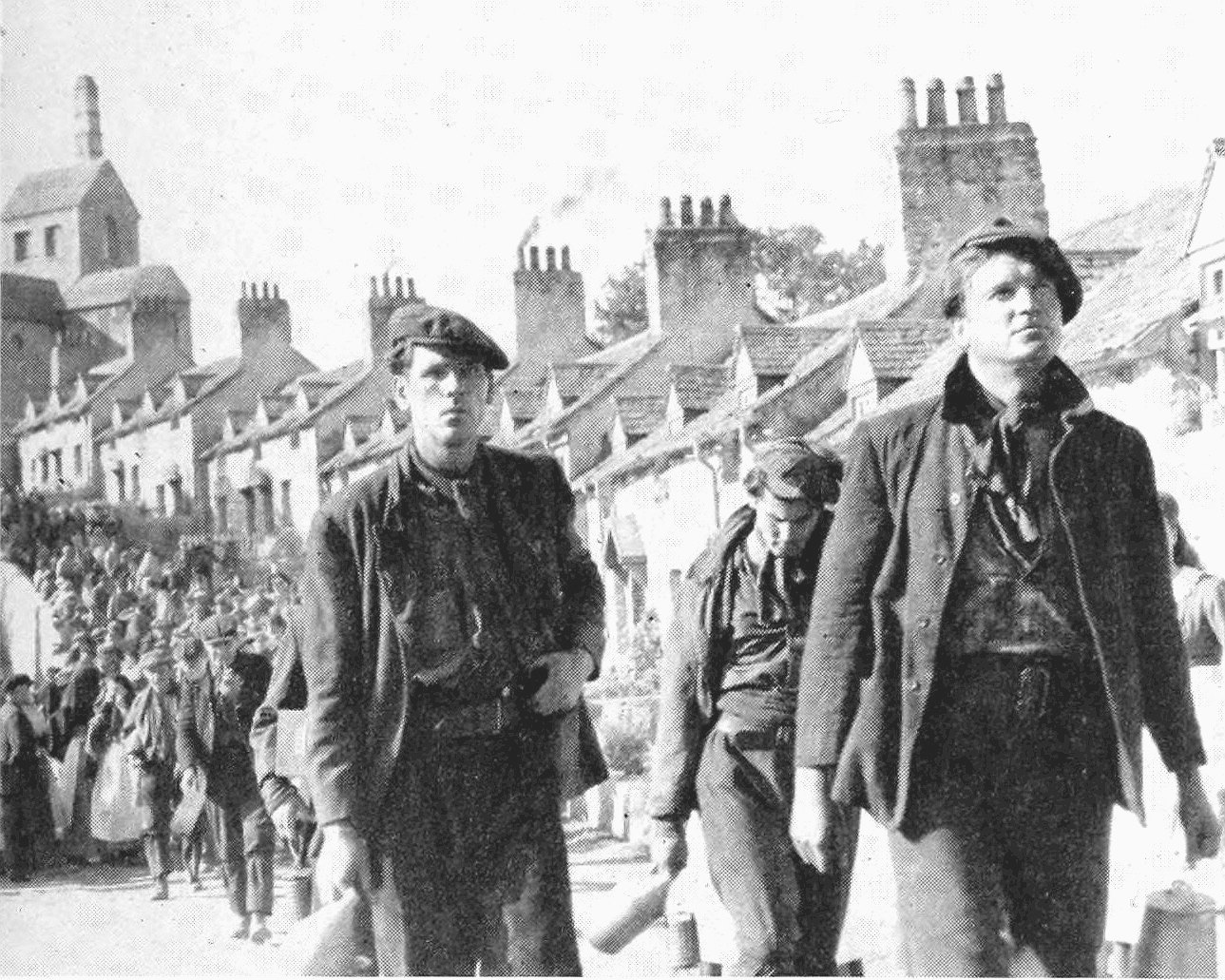
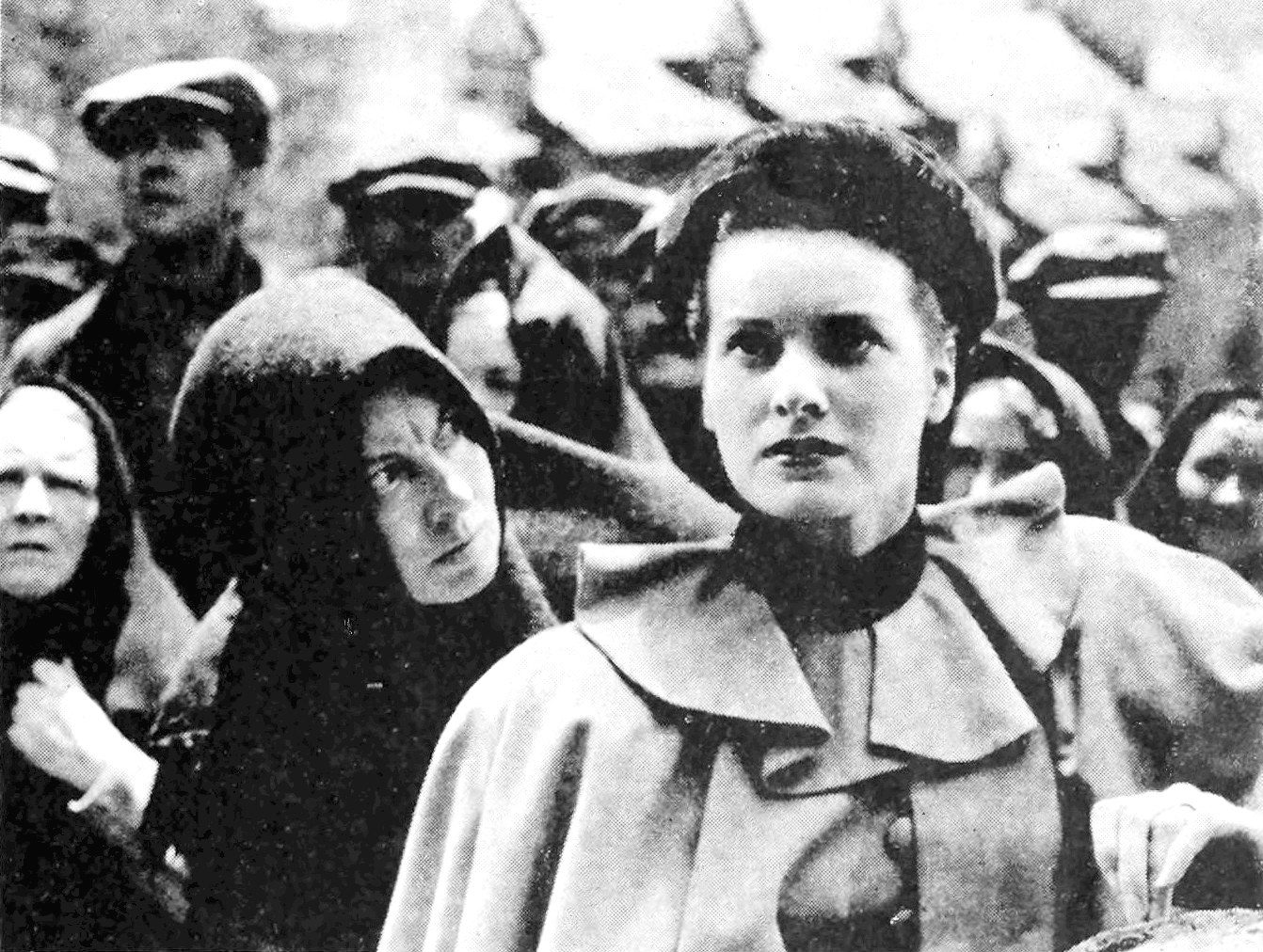
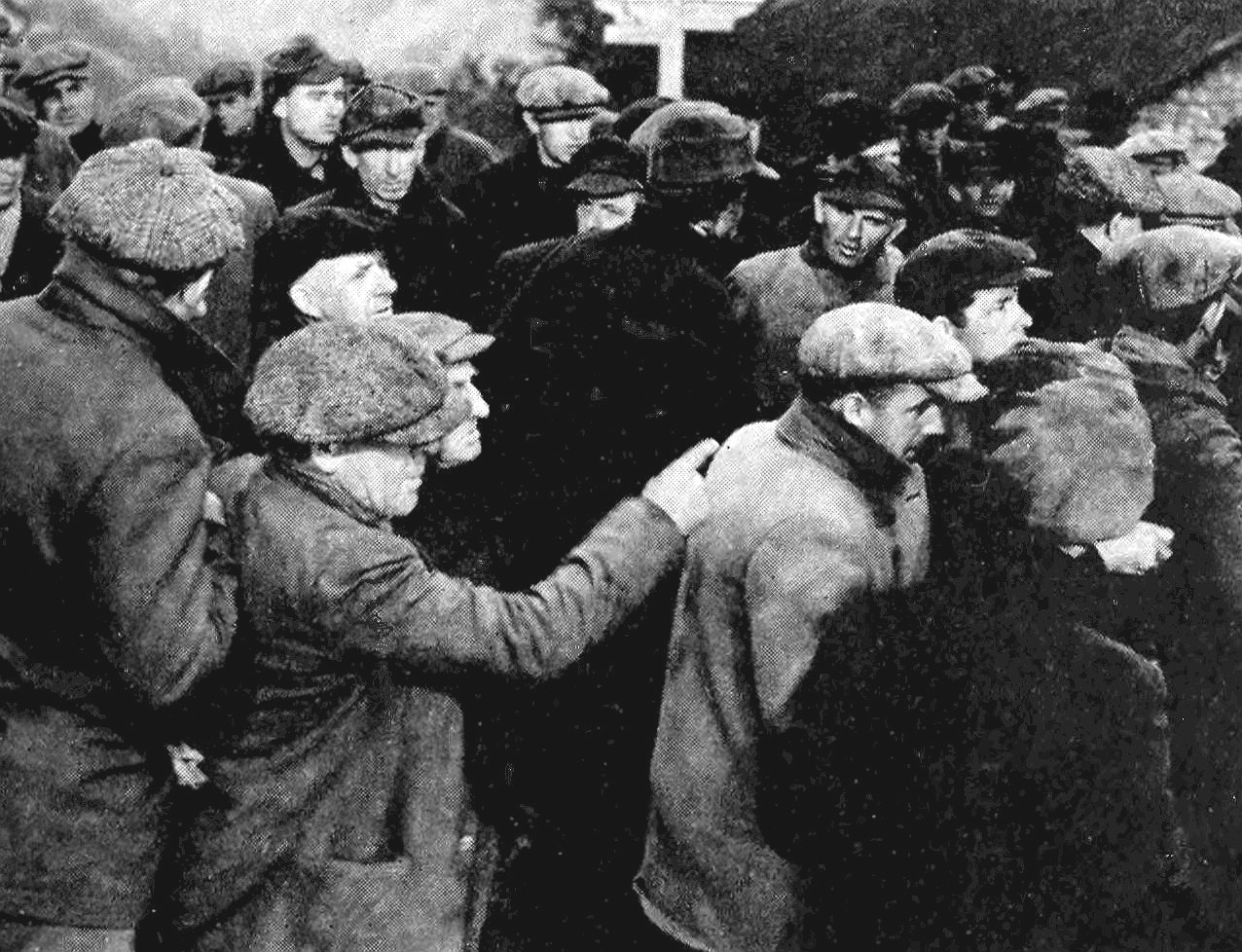
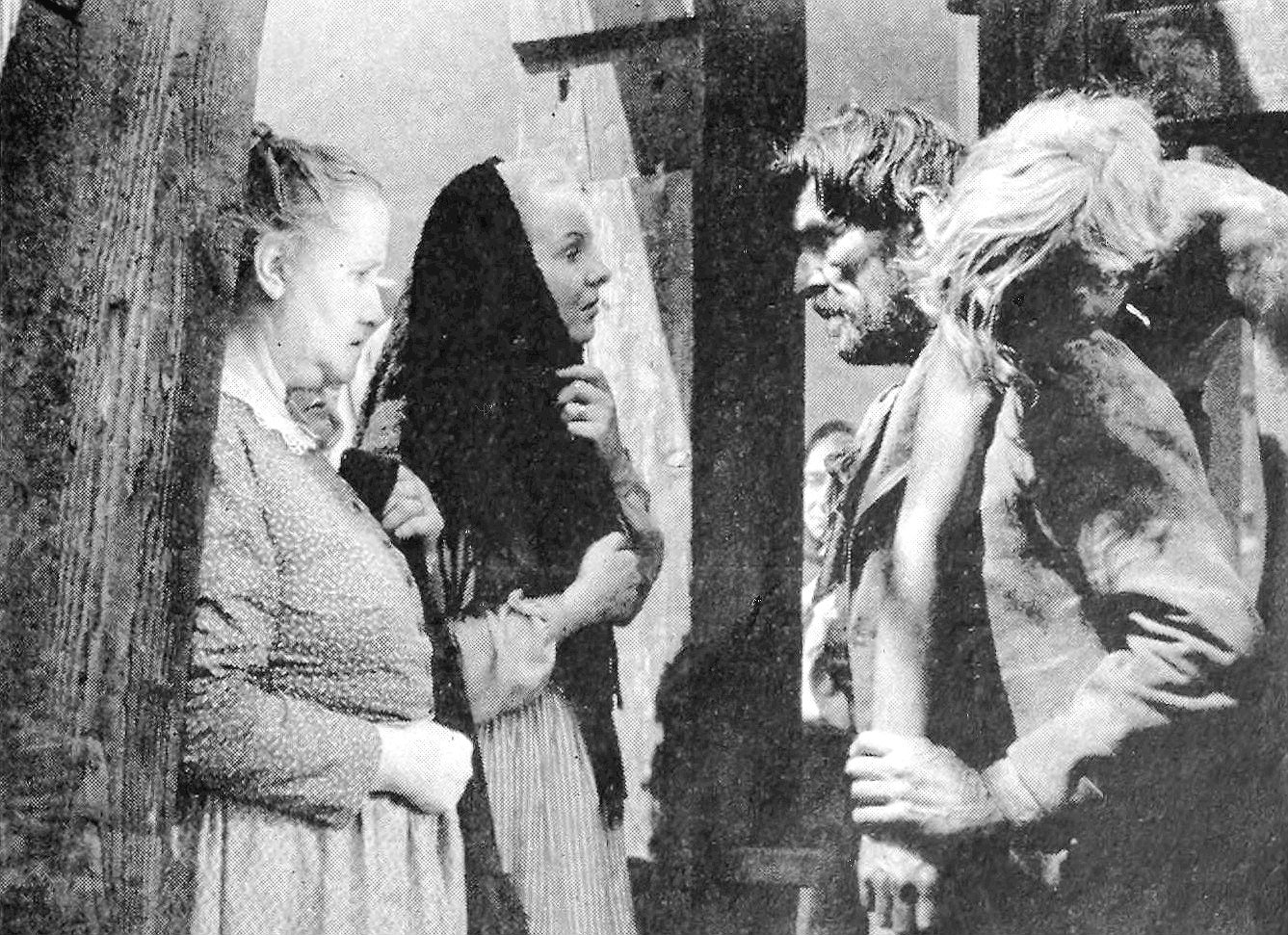